# Texte und Zeichen
Texte und Zeichen war eine von Alfred Andersch herausgegebene Literaturzeitschrift. Sie erschien von 1955 bis 1957 in zweimonatlichen Abständen.
Das erste Heft der Zeitschrift erschien am 15. Januar 1955 im Luchterhand Literaturverlag. Andersch hatte für das Heft den von ihm geschätzten Arno Schmidt gewonnen, der seinen Kurzroman Seelandschaft mit Pocahontas sowie einen kürzeren literaturtheoretischen Text (Berechnungen) zur Erstveröffentlichung zur Verfügung stellte. Schmidts Text brachte nicht nur dem Autor, sondern auch der Zeitschrift, ihrem Herausgeber und dem Verlag eine Anzeige wegen Pornographie und Gotteslästerung ein.
Zu den Autoren, die in der Folgezeit mit Texten in der Zeitschrift vertreten waren, gehörten unter anderen Samuel Beckett, Pablo Neruda, Roland Barthes, Jean-Paul Sartre und Ernest Hemingway. Es gab daneben Aufsätze über die zeitgenössische Literatur in Schweden, Berichte über afrikanische und lateinamerikanische Dichtung und die literarische Entwicklung der DDR.
Die Literatur Westdeutschlands war vertreten durch Texte von Wolfgang Weyrauch, Martin Walser, Helmut Heißenbüttel und anderen. Da Alfred Andersch zu den Gründungsmitgliedern der Gruppe 47 gehörte, wurde Texte und Zeichen von manchen Lesern als das zentrale Organ dieser Gruppe angesehen.
Nach 16 Ausgaben wurde die Zeitschrift aufgrund „marktwirtschaftlicher Erwägungen“ 1957 eingestellt. Im Jahr 1978 brachte der Verlag Zweitausendeins einen Reprint der Zeitschrift in drei Bänden heraus.
Bei Texte und Zeichen handelte es sich bereits um Anderschs zweiten Versuch zur Etablierung einer Zeitschrift, unmittelbar nach dem Zweiten Weltkrieg hatte er gemeinsam mit Hans Werner Richter den Ruf herausgegeben.